# Richard Takáč
Richard Takáč (ur. 10 maja 1982 w Prievidzy) – słowacki polityk i przedsiębiorca, poseł do Rady Narodowej, od 2023 minister rolnictwa i rozwoju wsi.

## Życiorys
Absolwent Słowackiego Uniwersytetu Rolniczego w Nitrze. Zajął się prowadzeniem działalności gospodarczej w sektorze meblarskim. Dołączył do partii SMER, w 2020 został jednym z wiceprzewodniczących tego ugrupowania. W wyborach w 2020 uzyskał mandat deputowanego do Rady Narodowej. Z powodzeniem ubiegał się o poselską reelekcję w 2023.
W październiku 2023 objął urząd ministra rolnictwa i rozwoju wsi w czwartym rządzie Roberta Ficy.